# Pernilla Nilsson
Pernilla Nilsson, född 11 februari 1992, är en svensk friidrottare. Hon vann SM-guld på 200 meter inomhus åren 2011, 2012 och 2014. Nilsson tävlar för Malmö AI.

## Karriär
Vid junior-EM i Tallinn, Estland år 2011 tävlade Pernilla Nilsson på 200 meter men slogs ut i försöken trots säsongsbästa 24,38.
Nilsson deltog vid EM i Zürich 2014 där hon, tillsammans med Irene Ekelund, Isabelle Eurenius och Daniella Busk, sprang i det svenska korta stafettlaget som tog sig till final och där kom på en sjätteplats.
År 2015 deltog Pernilla Nilsson i stafett 4 x 100 meter vid den andra upplagan av IAAF/BTC World Relays som gick av stapeln i Nassau, Bahamas i början på maj. Nilsson fick rycka in i stället för den tänkta startpersonen Irene Ekelund. Laget (de andra var Isabelle Eurenius, Daniella Busk och Moa Hjelmer) sprang försöksheatet på 44,81 och gick sedan vidare till B-finalen där de kom sjua med tiden 44,97.
Vid Europamästerskapen i Amsterdam år 2016 deltog Nilsson på 200 meter men blev utslagen i försöken med tiden 24,18. Hon var också, tillsammans med Elin Östlund, Linnea Killander och Isabelle Eurenius, med i det svenska korta stafettlaget som slogs ut i försöksheatet (tid 44,27).

## Personliga rekord
| Utomhus - 100 meter – 11,65 (Ystad 24 juli 2016) - 100 meter – 11,61 (medvind) (Skara 6 juni 2014) - 200 meter – 23,50 (Trelleborg 4 juni 2016) - 400 meter – 56,44 (Finspång 20 maj 2012) | Inomhus - 60 meter – 7,46 (Malmö 26 januari 2013) - 200 meter – 23,92 (Malmö 27 januari 2013) - 400 meter – 58,78 (Sätra 15 februari 2014) |